# Базин, Виталий Васильевич
Виталий Васильевич Ба́зин (21 декабря 1947, Казань — 20 декабря 2010, Тула) — советский и российский актёр театра и кино. Заслуженный артист РСФСР (1986). Народный артист Российской Федерации (1998).

## Биография
Виталий Базин родился в Казани 21 декабря 1947 года. В 1970 году он окончил ГИТИС им. А. В. Луначарского по специальности «Актёр театра и кино» курс Всеволода Остальского. В 1969 году, будучи ещё студентом, он дебютировал в короткометражном фильме «Красный агитатор Трофим Глушков». В 1970 году Базин стал артистом Тульского театра драмы. Одну из первых серьёзных ролей актёр исполнил в 1971 году в пьесе Александра Островского «Бесприданница». Среди других наиболее ярких ролей Базина на тульской сцене — Гениальный Сыщик («Трубадур и его друзья», 1976), лейтенант Княжко («Берег», 1979), Тимофей Худяков («Характеры», 1974), Леша Фунтиков («Модели Сезона», 1985), Войницкий («Дядя Ваня», 1987), Несчастливцев («Лес», 1992). В 1973 году актёр сыграл Максима Назарова в киноэпопее «Вечный зов».
С 1995 по 2007 год был преподавателем актёрского мастерства в тульском филиале Ярославского театрального института. Одной из последних работ Виталия Базина стала роль Петра в спектакле «Страсти по Никите» по пьесе «Власть тьмы» Льва Толстого.
20 декабря 2010 года обнаружен повешенным в своей квартире в Туле. Страдал онкологическим заболеванием, что, по предварительной версии, стало причиной самоубийства. В квартире была обнаружена предсмертная записка, в которой попросил никого не винить в его смерти. Похоронен на городском Смоленском кладбище рядом с могилой сестры.

## Творчество

### Роли в театре
- 1971 — «Бесприданница» (Александр Островский) — Вожеватов
- 1974 — «Характеры» (Василий Шукшин) — Худяков
- 1976 — «Трубадур и его друзья» (Василий Ливанов, Юрий Энтин) — Гениальный Сыщик
- 1979 — «Берег» (Юрий Бондарев) — лейтенант Княжко
- 1985 — «Модели сезона» (Генрих Рябкин) — Фунтиков
- 1987 — «Дядя Ваня» (Антон Чехова) — Войницкий
- 1992 — «Лес» (Александр Островский) — Несчастливцев
- 1993 — «Именины на костылях» (Степан Лобозеров) — Тимофей
- 1999 — «Лизанька» (Александр Пушкин) — Муромский
- 2002 — «Афинские вечера» (Пётр Гладилин) — Борис Олегович
- 2003 — «Миссис Пайпер ведёт следствие» (Джек Поплуэлл) — Гарри Бакстер
- 2003 — «Женитьба» (Николай Гоголь) — Кочкарёв
- 2006 — «Страсти по Никите» (Дев Толстой) — Пётр
- 2007 — «Униженные и оскорблённые» (Фёдор Достоевского) — Иеремия Смит
- 2009 — «Отелло» (Уильям Шекспир) — сенатор
- 2008 — «Леди на день» (Олег Данилов) — житель Нью-Йорка
- 2009 — «Соколы и вороны» (Александр Сумбатов-Южин) — Беркутовский

### Фильмография
- 1969 — «Красный агитатор Трофим Глушков» — Трофим Глушков
- 1972 — «Зимородок» — партизан
- 1973 — «Вечный зов» — Максим Назаров
- 1974 — «Пламя» — Антон
- 1983 — «Счастье Никифора Бубнова» — Никифор Бубнов
- 1985 — «Ненаглядный мой» — Василий
- 1986 — «Где-то гремит война» — Федя
- 1988 — «После войны — мир» — Бибика
- 1992 — «Генерал» — комиссар
- 2006 — «Последняя исповедь» — дед